# Dedicated to Chaos
Dedicated to Chaos är det amerikanska progressiv metal-bandet Queensrÿches tolfte studioalbum som släpptes den 24 juni 2011 av skivbolaget Roadrunner Records.

## Låtförteckning
1. "Get Started" (Jason Slater, Geoff Tate) – 3:33
2. "Hot Spot Junkie" (Eddie Jackson, Tate) – 3:57
3. "Got It Bad" (Slater, Tate) – 3:45
4. "Higher" (Randy Gane, Tate) – 4:00
5. "Wot We Do" (Slater, Gane, Tate) – 3:45
6. "Around the World" (Kelly Gray, Scott Rockenfield, Tate) – 5:10
7. "Drive" (Jeff Carrell, Gray, Rockenfield, Tate) – 4:53
8. "At the Edge" (Rockenfield, Tate) – 6:03
9. "I Take You" (Slater, Tate) – 3:50
10. "Retail Therapy" (Slater, Tate) – 4:13
11. The Lie" (Gray, Jackson, Tate) – 4:18
12. "Big Noize" (Gray, Rockenfield, Tate) – 6:35

## Medverkande
Queensrÿche-medlemmar
- Geoff Tate – sång
- Michael Wilton – gitarr
- Eddie Jackson – basgitarr
- Scott Rockenfield – trummor

Bidragande musiker
- Miranda Tate, Jason Ames – bakgrundssång
- Parker Lundgren – gitarr
- Kelly Gray – gitarr
- Randy Gane – keyboard

Produktion
- Jason Slater – producent (spår 1, 9, 10)
- Kelly Gray – producent, ljudtekniker, ljudmix
- Eddie Schreyer – mastering
- Hugh Syme – omslagsdesign, omslagskonst